# Mimetes hartogii
Mimetes hartogii är en tvåhjärtbladig växtart som beskrevs av Robert Brown. Mimetes hartogii ingår i släktet Mimetes och familjen Proteaceae. Inga underarter finns listade i Catalogue of Life.